# Goodbye (песня Билли Айлиш)
«Goodbye» (с англ. — «Прощай») — песня американской певицы Билли Айлиш, написанная Айлиш и её братом Финнеасом О'Коннеллом. Это последняя песня с её дебютного студийного альбома When We All Fall Asleep, Where Do We Go?. Она заняла 69-е место в чарте Canadian Hot 100. Несмотря на то, что песня не попала в Billboard Hot 100, она достигла высшей позиции под номером 4 в чарте Bubbling Under Hot 100.

## Предыстория
Билли Айлиш выпустила свой дебютный студийный альбом When We All Fall Asleep, Where Do We Go? 29 марта 2019 года на лейблах Darkroom и Interscope Records. Эта песня последний трек на альбоме. В нём есть строки каждой песни альбома в обратном порядке (за исключением «!!!!!!!»). Она начинается строчкой из «I Love You» и заканчивается строчкой из «Bad Guy».

## Чарты
| Чарт (2019)                            | Высшая позиция |
| -------------------------------------- | -------------- |
| Канада (Billboard Canadian Hot 100)    | 69             |
| США (Billboard Bubbling Under Hot 100) | 4              |